# Unione Sportiva Ancona 1905 2013-2014
Questa voce raccoglie le informazioni riguardanti la Società Sportiva Dilettantistica Unione Sportiva Ancona 1905 nelle competizioni ufficiali della stagione 2013-2014.

## Organigramma societario
Area direttiva
- Presidente: Andrea Marinelli
- Vice Presidente: Francesco Baldini
- Amministratore delegato: Gilberto Mancini
- Segretario generale: Michele Di Bari
- Segretario sportivo: Remo Raggetti
- Segretario amministrativo: Angelo Bonfitto
- Ufficio amministrativo: Daniele Mancini
- Addetto all'arbitro: Bruno Fossatelli
- Responsabile area comunicazione: Mauro Anconetani
- Direttore comunicazione: Mauro Anconetani
- Responsabile area marketing: Vittorio Romagnoli

Area tecnica
- Direttore sportivo: Sandro Marcaccio
- Allenatore: Giovanni Cornacchini
- Allenatore in seconda: Renzo Tasso
- Preparatore dei portieri: Giancarlo Tagliati
- Collaboratore tecnico: Giammarco Malavenda
- Team Manager: Daniele Gianfelici
- Preparatori atletici: Stefano Valentini e Fabio Zecca
- Magazzinieri: Marco Osimani e Fausto Venatori

Settore giovanile
- Responsabile: Loris Servadio
- Allenatore Berretti: Davide Finocchi

## Rosa
| N. |                   | Ruolo | Calciatore            |
| -- | ----------------- | ----- | --------------------- |
|    | Italia (bandiera) | P     | Rosario Niosi         |
|    | Italia (bandiera) | P     | Gianclaudio Lori      |
|    | Italia (bandiera) | P     | Filippo Buriani       |
|    | Italia (bandiera) | D     | Aurelio Barilaro      |
|    | Italia (bandiera) | D     | Silvestre Capparuccia |
|    | Italia (bandiera) | D     | Gabriele Cilloni      |
|    | Italia (bandiera) | D     | Alessandro Di Dio     |
|    | Italia (bandiera) | D     | Luca Cacioli          |
|    | Italia (bandiera) | D     | Matteo Fabi Cannella  |
|    | Italia (bandiera) | D     | Marco Mallus          |
|    | Italia (bandiera) | D     | Lorenzo Paoli         |
|    | Italia (bandiera) | C     | Lorenzo Bambozzi      |
|    | Italia (bandiera) | C     | Girolamo D'Alessandro |
|    | Italia (bandiera) | C     | Andrea Magini         |
|    | Italia (bandiera) | C     | Mattia Biso           |

| N. |                       | Ruolo | Calciatore            |
| -- | --------------------- | ----- | --------------------- |
|    | Italia (bandiera)     | C     | Marc Cerdan Ucera     |
|    | Italia (bandiera)     | C     | Francesco Marfia      |
|    | Italia (bandiera)     | C     | Leo Di Ceglie         |
|    | Italia (bandiera)     | C     | Luca Gelonese         |
|    | Italia (bandiera)     | C     | Umberto Cazzola       |
|    | Italia (bandiera)     | C     | Domenico Tenace       |
|    | Italia (bandiera)     | C     | Alessandro Morbidelli |
|    | Italia (bandiera)     | A     | Ciro Miceli           |
|    | Italia (bandiera)     | A     | Cristian Pazzi        |
|    | Brasile (bandiera)    | A     | Rafael Bondi          |
|    | Italia (bandiera)     | A     | Daniele Degano        |
|    | Italia (bandiera)     | A     | William Pizzi         |
|    | Portogallo (bandiera) | A     | Diogo Tavares         |
|    | Italia (bandiera)     | A     | Andrea Sivilla        |
|    | Spagna (bandiera)     | A     | Pedro Hidalgo         |

## Risultati

### Serie D

#### Girone di andata
| Celano 1 settembre 2013, ore 15:00 1ª giornata | Celano    | 0 – 1       | Ancona | Stadio Fabio Piccone |
| \| \| \| \| \| \| Marcatori \| 44’ Sivilla \|  |           |             |        |                      |
|                                                |           |             |        |                      |
|                                                | Marcatori | 44’ Sivilla |        |                      |

| Ancona 8 settembre 2013, ore 15:00 2ª giornata              | Ancona    | 2 – 1     | Termoli | Stadio Del Conero |
| \| \| \| \| \| Degano 12’, 66’ \| Marcatori \| 45’ Miani \| |           |           |         |                   |
|                                                             |           |           |         |                   |
| Degano 12’, 66’                                             | Marcatori | 45’ Miani |         |                   |

| Città Sant'Angelo 15 settembre 2013, ore 15:00 3ª giornata | R.C. Angolana | 0 – 0 | Ancona | Comunale Di Città Sant'angelo |

| Ancona 22 settembre 2013, ore 15:00 4ª giornata              | Ancona    | 1 – 1      | Civitanovese | Stadio Del Conero |
| \| \| \| \| \| Biso 80’ (rig.) \| Marcatori \| 2’ Boateng \| |           |            |              |                   |
|                                                              |           |            |              |                   |
| Biso 80’ (rig.)                                              | Marcatori | 2’ Boateng |              |                   |

| Agnone 29 settembre 2013, ore 15:00 5ª giornata                                       | Olympia Agnonese | 0 – 4                                               | Ancona | Stadio Civitelle |
| \| \| \| \| \| \| Marcatori \| 22’ D'Alessandro 29’ Bondi 49’ Tavares 90+4’ Degano \| |                  |                                                     |        |                  |
|                                                                                       |                  |                                                     |        |                  |
|                                                                                       | Marcatori        | 22’ D'Alessandro 29’ Bondi 49’ Tavares 90+4’ Degano |        |                  |

| Ancona 6 ottobre 2013, ore 15:00 6ª giornata                  | Ancona    | 1 – 1       | Matelica | Stadio Del Conero |
| \| \| \| \| \| Capparuccia 59’ \| Marcatori \| 80’ Moretti \| |           |             |          |                   |
|                                                               |           |             |          |                   |
| Capparuccia 59’                                               | Marcatori | 80’ Moretti |          |                   |

| Scoppito 13 ottobre 2013, ore 15:00 7ª giornata                                     | Amiternina | 1 – 2                           | Ancona | Stadio Comunale |
| \| \| \| \| \| Cacioli 9’ (aut.) \| Marcatori \| 25’ (aut.) Valente 30’ Gelonese \| |            |                                 |        |                 |
|                                                                                     |            |                                 |        |                 |
| Cacioli 9’ (aut.)                                                                   | Marcatori  | 25’ (aut.) Valente 30’ Gelonese |        |                 |

| Ancona 20 ottobre 2013, ore 15:00 8ª giornata           | Ancona    | 3 – 0 | Vis Pesaro | Stadio Del Conero |
| \| \| \| \| \| Sivilla 24’, 36’, 82’ \| Marcatori \| \| |           |       |            |                   |
|                                                         |           |       |            |                   |
| Sivilla 24’, 36’, 82’                                   | Marcatori |       |            |                   |

| Jesi 27 ottobre 2013, ore 15:00 9ª giornata                                | Jesina    | 1 – 2                 | Ancona | Stadio Pacifico Carotti |
| \| \| \| \| \| Berardi 52’ (rig.) \| Marcatori \| 22’ Tavares 56’ Bondi \| |           |                       |        |                         |
|                                                                            |           |                       |        |                         |
| Berardi 52’ (rig.)                                                         | Marcatori | 22’ Tavares 56’ Bondi |        |                         |

| Ancona 3 novembre 2013, ore 14:30 10ª giornata                                                               | Ancona    | 8 – 0 | Bojano | Stadio Del Conero |
| \| \| \| \| \| Tavares 12’, 46’, 70’ Degano 30’, 54’ Sivilla 50’ Morbidelli 75’ Pizzi 83’ \| Marcatori \| \| |           |       |        |                   |
| |           |       |        |                   |
| Tavares 12’, 46’, 70’ Degano 30’, 54’ Sivilla 50’ Morbidelli 75’ Pizzi 83’                                   | Marcatori |       |        |                   |

| Ancona 10 novembre 2013, ore 14:30 11ª giornata | Ancona | 0 – 0 | Maceratese | Stadio Del Conero |

| Sulmona 17 novembre 2013, ore 14:30 12ª giornata             | Sulmona   | 0 – 3                      | Ancona | Stadio Comunale Pallozzi (1.000 spett.) |
| \| \| \| \| \| \| Marcatori \| 10’, 26’ Sivilla 50’ Bondi \| |           |                            |        |                                         |
|                                                              |           |                            |        |                                         |
|                                                              | Marcatori | 10’, 26’ Sivilla 50’ Bondi |        |                                         |

| Ancona 24 novembre 2013, ore 14:30 13ª giornata  | Ancona    | 0 – 1          | Giulianova | Stadio Del Conero (2.000 spett.) |
| \| \| \| \| \| \| Marcatori \| 42’ Dos Santos \| |           |                |            |                                  |
|                                                  |           |                |            |                                  |
|                                                  | Marcatori | 42’ Dos Santos |            |                                  |

| Recanati 1 dicembre 2013, ore 14:30 14ª giornata       | Recanatese | 0 – 2                | Ancona | Stadio Nicola Tubaldi (1.000 spett.) |
| \| \| \| \| \| \| Marcatori \| 16’ Degano 84’ Bondi \| |            |                      |        |                                      |
|                                                        |            |                      |        |                                      |
|                                                        | Marcatori  | 16’ Degano 84’ Bondi |        |                                      |

| Ancona 8 dicembre 2013, ore 14:30 15ª giornata                             | Ancona    | 3 – 1         | Isernia | Stadio Del Conero |
| \| \| \| \| \| Bondi 38’, 53’ Tavares 64’ \| Marcatori \| 32’ Colasante \| |           |               |         |                   |
|                                                                            |           |               |         |                   |
| Bondi 38’, 53’ Tavares 64’                                                 | Marcatori | 32’ Colasante |         |                   |

| Fermo 15 dicembre 2013, ore 14:30 16ª giornata                                        | Fermana   | 2 – 3                   | Ancona | Stadio Bruno Recchioni (2.000 spett.) |
| \| \| \| \| \| Negro 40’ (rig.) Savini 49’ \| Marcatori \| 5’, 9’ Degano 35’ Bondi \| |           |                         |        |                                       |
|                                                                                       |           |                         |        |                                       |
| Negro 40’ (rig.) Savini 49’                                                           | Marcatori | 5’, 9’ Degano 35’ Bondi |        |                                       |

| Ancona 22 dicembre 2013, ore 14:30 17ª giornata                     | Ancona    | 2 – 1     | Fano | Stadio Del Conero |
| \| \| \| \| \| Tavares 85’ Bondi 90+5’ \| Marcatori \| 29’ Shiba \| |           |           |      |                   |
|                                                                     |           |           |      |                   |
| Tavares 85’ Bondi 90+5’                                             | Marcatori | 29’ Shiba |      |                   |

#### Girone di ritorno
| Ancona 5 gennaio 2014, ore 14:30 18ª giornata | Ancona | 0 – 0 | Celano | Stadio Del Conero |

| Termoli 12 gennaio 2014, ore 14:30 19ª giornata | Termoli | 0 – 0 | Ancona | Stadio Comunale |

| Ancona 19 gennaio 2014, ore 14:30 20ª giornata                                                           | Ancona    | 4 – 1              | R.C. Angolana | Stadio Del Conero |
| \| \| \| \| \| Morbidelli 25’ Di Dio 33’ Biso 42’ (rig.) Pazzi 45’ \| Marcatori \| 4’ (aut.) Barilaro \| |           |                    |               |                   |
| |           |                    |               |                   |
| Morbidelli 25’ Di Dio 33’ Biso 42’ (rig.) Pazzi 45’                                                      | Marcatori | 4’ (aut.) Barilaro |               |                   |

| Civitanova Marche 26 gennaio 2014, ore 14:30 21ª giornata | Civitanovese | 0 – 1           | Ancona | Stadio Polisportivo |
| \| \| \| \| \| \| Marcatori \| 82’ (rig.) Biso \|         |              |                 |        |                     |
|                                                           |              |                 |        |                     |
|                                                           | Marcatori    | 82’ (rig.) Biso |        |                     |

| Ancona 9 febbraio 2014, ore 14:30 22ª giornata | Ancona    | 1 – 0 | Olympia Agnonese | Stadio Del Conero |
| \| \| \| \| \| Bondi 19’ \| Marcatori \| \|    |           |       |                  |                   |
|                                                |           |       |                  |                   |
| Bondi 19’                                      | Marcatori |       |                  |                   |

| Matelica 16 febbraio 2014, ore 14:30 23ª giornata | Matelica | 0 – 0 | Ancona | Stadio Giovanni Paolo II |

| Ancona 23 febbraio 2014, ore 14:30 24ª giornata                             | Ancona    | 4 – 0 | Amiternina | Stadio Del Conero (1.700 spett.) |
| \| \| \| \| \| Tavares 6’, 54’ Capparuccia 10’ Pizzi 28’ \| Marcatori \| \| |           |       |            |                                  |
|                                                                             |           |       |            |                                  |
| Tavares 6’, 54’ Capparuccia 10’ Pizzi 28’                                   | Marcatori |       |            |                                  |

| Pesaro 2 marzo 2014, ore 14:30 25ª giornata                         | Vis Pesaro | 1 – 1              | Ancona | Stadio Tonino Benelli (2.000 spett.) |
| \| \| \| \| \| Costantino 14’ \| Marcatori \| 41’ (rig.) Tavares \| |            |                    |        |                                      |
|                                                                     |            |                    |        |                                      |
| Costantino 14’                                                      | Marcatori  | 41’ (rig.) Tavares |        |                                      |

| Ancona 9 marzo 2014, ore 14:30 26ª giornata                         | Ancona    | 2 – 1       | Jesina | Stadio Del Conero |
| \| \| \| \| \| Tavares 25’ Pazzi 63’ \| Marcatori \| 29’ Berardi \| |           |             |        |                   |
|                                                                     |           |             |        |                   |
| Tavares 25’ Pazzi 63’                                               | Marcatori | 29’ Berardi |        |                   |

| Bojano 16 marzo 2014, ore 14:30 27ª giornata | Bojano | 0 – 3 (a tavolino) | Ancona | Stadio Adriano Colalillo |

| Macerata 23 marzo 2014, ore 14:30 28ª giornata                                             | Maceratese | 1 – 4                                      | Ancona | Stadio Helvia Recina |
| \| \| \| \| \| 31’ Cavaliere \| Marcatori \| 6’ Tavares 21’, 90+5’ Cazzola 90+4’ Degano \| |            |                                            |        |                      |
|                                                                                            |            |                                            |        |                      |
| 31’ Cavaliere                                                                              | Marcatori  | 6’ Tavares 21’, 90+5’ Cazzola 90+4’ Degano |        |                      |

| Ancona 30 marzo 2014, ore 15:00 29ª giornata                                              | Ancona    | 4 – 0 | Sulmona | Stadio Del Conero |
| \| \| \| \| \| D'Alessandro 56’ Tavares 62’ Cacioli 72’ Morbidelli 83’ \| Marcatori \| \| |           |       |         |                   |
|                                                                                           |           |       |         |                   |
| D'Alessandro 56’ Tavares 62’ Cacioli 72’ Morbidelli 83’                                   | Marcatori |       |         |                   |

| Giulianova 6 aprile 2014, ore 15:00 30ª giornata           | Giulianova | 0 – 2                    | Ancona | Stadio Rubens Fadini |
| \| \| \| \| \| \| Marcatori \| 3’ Bondi 50’ Capparuccia \| |            |                          |        |                      |
|                                                            |            |                          |        |                      |
|                                                            | Marcatori  | 3’ Bondi 50’ Capparuccia |        |                      |

| Ancona 12 aprile 2014, ore 19:45 31ª giornata               | Ancona    | 1 – 1           | Recanatese | Stadio Del Conero |
| \| \| \| \| \| Pizzi 86’ \| Marcatori \| 5’ (rig.) Galli \| |           |                 |            |                   |
|                                                             |           |                 |            |                   |
| Pizzi 86’                                                   | Marcatori | 5’ (rig.) Galli |            |                   |

| Isernia 20 aprile 2014, ore 15:00 32ª giornata                                  | Isernia   | 2 – 1          | Ancona | Stadio Mario Lancellotta |
| \| \| \| \| \| Riccardi 42’ Panico 81’ (rig.) \| Marcatori \| 39’ Morbidelli \| |           |                |        |                          |
|                                                                                 |           |                |        |                          |
| Riccardi 42’ Panico 81’ (rig.)                                                  | Marcatori | 39’ Morbidelli |        |                          |

| Ancona 27 aprile 2014, ore 15:00 33ª giornata              | Ancona    | 2 – 1   | Fermana | Stadio Del Conero |
| \| \| \| \| \| Mallus Paoli 90’ \| Marcatori \| Ragatzu \| |           |         |         |                   |
|                                                            |           |         |         |                   |
| Mallus Paoli 90’                                           | Marcatori | Ragatzu |         |                   |

| Fano 4 maggio 2014, ore 15:00 34ª giornata               | Fano      | 0 – 2                  | Ancona | Stadio Raffaele Mancini (400 spett.) |
| \| \| \| \| \| \| Marcatori \| 83’ Pizzi 90+2’ Degano \| |           |                        |        |                                      |
|                                                          |           |                        |        |                                      |
|                                                          | Marcatori | 83’ Pizzi 90+2’ Degano |        |                                      |

### Poule scudetto
| Arbitro: | Diego Provisi (Treviglio) |

|                                 |           |                  |
| Morbidelli 41’ D'Alessandro 79’ | Marcatori | 38’ Collacchioni |

| Arbitro: | Davide Andreini (Forlì) |

|                                |           |                |
| Aliboni 31’ (rig.) De Luca 65’ | Marcatori | 17’ Morbidelli |

### Coppa Italia Serie D
| Jesi 25 agosto 2013, ore 18:00 Primo Turno                                                   | Jesina               | 1 – 1 (d.c.r.) | Ancona | Stadio Pacifico Carotti |
| \| \| \| \| \| Cardinali 90’ \| Marcatori \| 19’ Sivilla \| \| \| Tiri di rigore 4 – 5 \| \| |                      |                |        |                         |
|                                                                                              |                      |                |        |                         |
| Cardinali 90’                                                                                | Marcatori            | 19’ Sivilla    |        |                         |
|                                                                                              | Tiri di rigore 4 – 5 |                |        |                         |

| Arbitro: | Amabile (Vicenza) |

|                            |           |  |
| Tavares 50’ Morbidelli 54’ | Marcatori |  |

| Arbitro: | Capezzi (Valdarno) |

|                                                          |                      |                                                    |
| Franchi Cazzamalli Marmiroli Delfanti Rieti Pasaro Feher | Tiri di rigore 5 – 4 | Bondi Pizzi Cazzola Di Dio Barilaro Niosi Gelonese |